# Forsterina
Forsterina is een geslacht van spinnen uit de  familie van de Desidae.

## Soorten
- Forsterina alticola (Berland, 1924)
- Forsterina annulipes (L. Koch, 1872)
- Forsterina armigera (Simon, 1908)
- Forsterina cryphoeciformis (Simon, 1908)
- Forsterina koghiana Gray, 1992
- Forsterina segestrina (L. Koch, 1872)
- Forsterina velifera (Simon, 1908)
- Forsterina virgosa (Simon, 1908)
- Forsterina vultuosa (Simon, 1908)